# Lijst van afleveringen van Entourage
Dit is een lijst van alle afleveringen van Entourage. Entourage is een Amerikaanse televisieserie waarin het verhaal wordt verteld van de opkomende ster Vincent 'Vinnie' Chase. Op 17 juni 2007 werd in Amerika gestart met de uitzending van seizoen 4. De show is te zien op de Amerikaanse zender HBO.

## Seizoen 1
| Nr. | Titel aflevering          | Uitzenddatum VS   |
| --- | ------------------------- | ----------------- |
| 1   | Pilot                     | 18 juli 2004      |
| 2   | The Review                | 25 juli 2004      |
| 3   | Talk Show                 | 1 augustus 2004   |
| 4   | Date Night                | 8 augustus 2004   |
| 5   | The Script and the Sherpa | 15 augustus 2004  |
| 6   | Busey and the Beach       | 22 augustus 2004  |
| 7   | The Scene                 | 29 augustus 2004  |
| 8   | New York                  | 12 september 2004 |

## Seizoen 2
| Nr. | Titel aflevering          | Uitzenddatum VS  |
| --- | ------------------------- | ---------------- |
| 1   | The Boys Are Back in Town | 5 juni 2005      |
| 2   | My Maserati Does 185      | 12 juni 2005     |
| 3   | Aquamansion               | 19 juni 2005     |
| 4   | An Offer Refused          | 26 juni 2005     |
| 5   | Neighbors                 | 3 juli 2005      |
| 6   | Chinatown                 | 10 juli 2005     |
| 7   | The Sundance Kids         | 17 juli 2005     |
| 8   | Oh, Mandy                 | 24 juli 2005     |
| 9   | I Love You Too            | 31 juli 2005     |
| 10  | The Bat Mitzvah           | 7 augustus 2005  |
| 11  | Blue Balls Lagoon         | 14 augustus 2005 |
| 12  | Good Morning Saigon       | 21 augustus 2005 |
| 13  | Exodus                    | 28 augustus 2005 |
| 14  | The Abyss                 | 4 september 2005 |

## Seizoen 3
| Nr. | Titel aflevering       | Uitzenddatum VS  |
| --- | ---------------------- | ---------------- |
| 1   | Aquamom                | 11 juni 2006     |
| 2   | One Day in the Valley  | 18 juni 2006     |
| 3   | Dominated              | 25 juni 2006     |
| 4   | Guys and Doll          | 2 juli 2006      |
| 5   | Crash and Burn         | 9 juli 2006      |
| 6   | Three's Company        | 16 juli 2006     |
| 7   | Strange Days           | 23 juli 2006     |
| 8   | The Release            | 30 juli 2006     |
| 9   | Vegas Baby, Vegas!     | 6 augustus 2006  |
| 10  | I Wanna Be Sedated     | 13 augustus 2006 |
| 11  | What About Bob?        | 20 augustus 2006 |
| 12  | Sorry, Ari             | 27 augustus 2006 |
| 13  | Less Than 30           | 8 april 2007     |
| 14  | Dog Day Afternoon      | 15 april 2007    |
| 15  | Manic Monday           | 22 april 2007    |
| 16  | Gotcha!                | 29 april 2007    |
| 17  | The Return of the King | 6 mei 2007       |
| 18  | The Resurrection       | 13 mei 2007      |
| 19  | The Prince's Bride     | 20 mei 2007      |
| 20  | Adios, Amigos          | 3 juni 2007      |

## Seizoen 4
| Nr. | Titel aflevering             | Uitzenddatum VS  |
| --- | ---------------------------- | ---------------- |
| 1   | Welcome to the Jungle        | 17 juni 2007     |
| 2   | The First Cut Is the Deepest | 24 juni 2007     |
| 3   | Malibooty                    | 1 juli 2007      |
| 4   | Sorry, Harvey                | 8 juli 2007      |
| 5   | The Dream Team               | 15 juli 2007     |
| 6   | The WeHo Ho                  | 22 juli 2007     |
| 7   | The Day Fuckers              | 29 juli 2007     |
| 8   | Gary's Desk                  | 5 augustus 2007  |
| 9   | The Young and the Stoned     | 12 augustus 2007 |
| 10  | Snow Job                     | 19 augustus 2007 |
| 11  | No Cannes Do                 | 26 augustus 2007 |
| 12  | The Cannes Kids              | 2 september 2007 |